# ران بین شیمون
ران بین شیمون (به انگلیسی: Ran Ben Shimon) هافبک اهل اسرائیل است که از سال ۱۹۹۲ تا ۱۹۹۹ میلادی عضو تیم ملی فوتبال اسرائیل بوده و در ۳۴ بازی ملی حضور داشته است.